# Sandalj
Sandalj (em cirílico: Сандаљ) é uma vila da Sérvia localizada no município de Valjevo, pertencente ao distrito de Kolubara. A sua população era de 125 habitantes segundo o censo de 2011.

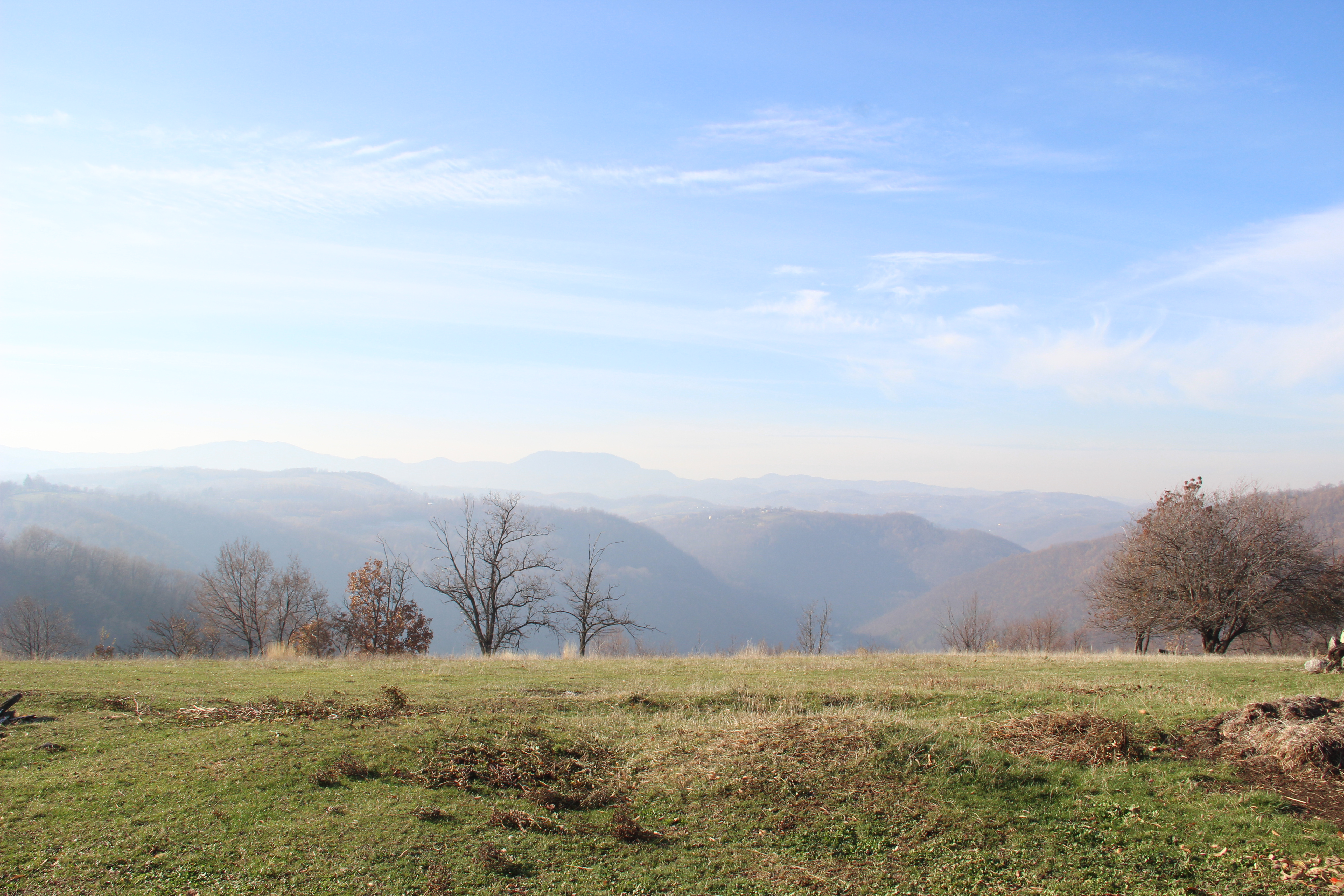
Sandalj - panorama
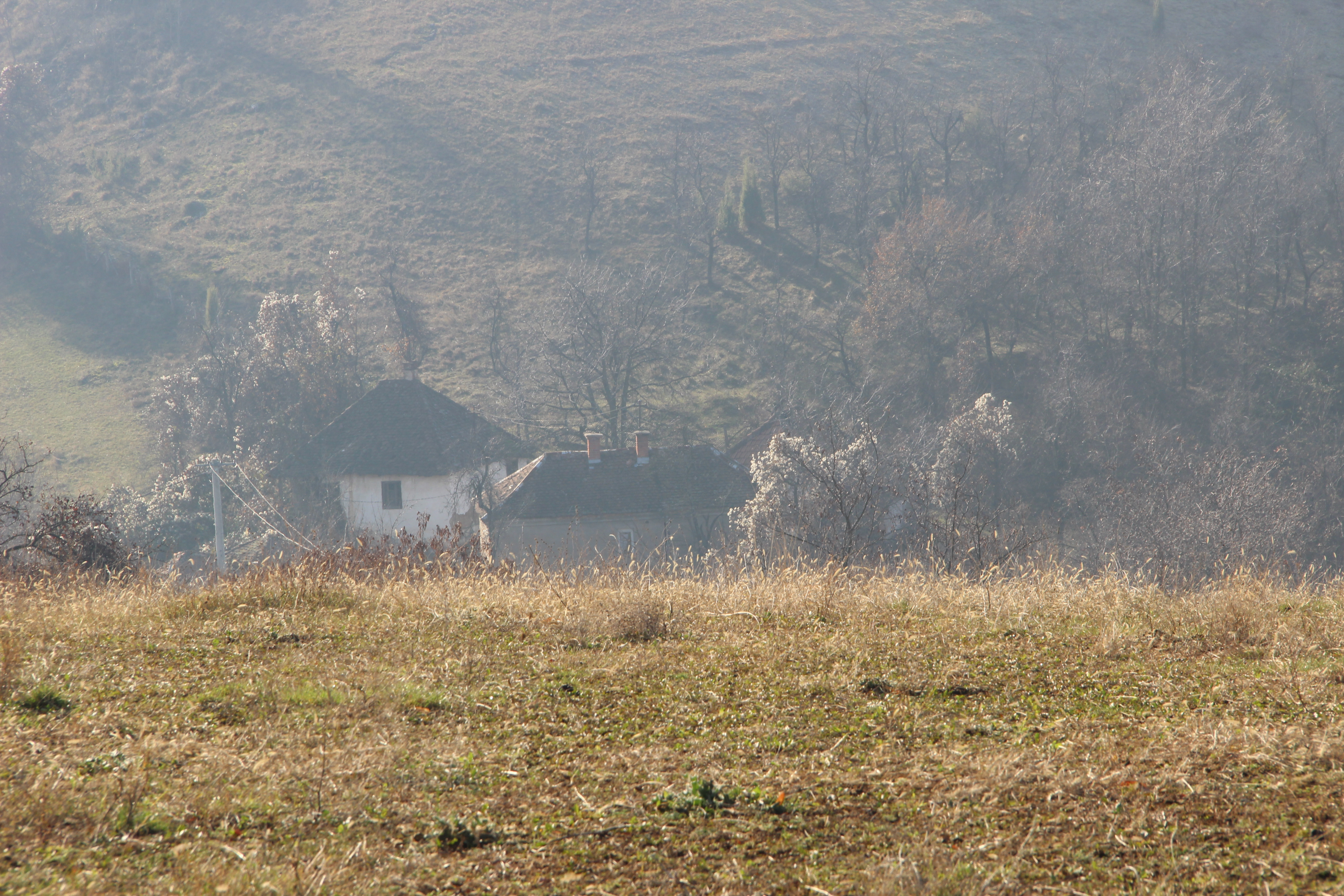
Sandalj - panorama
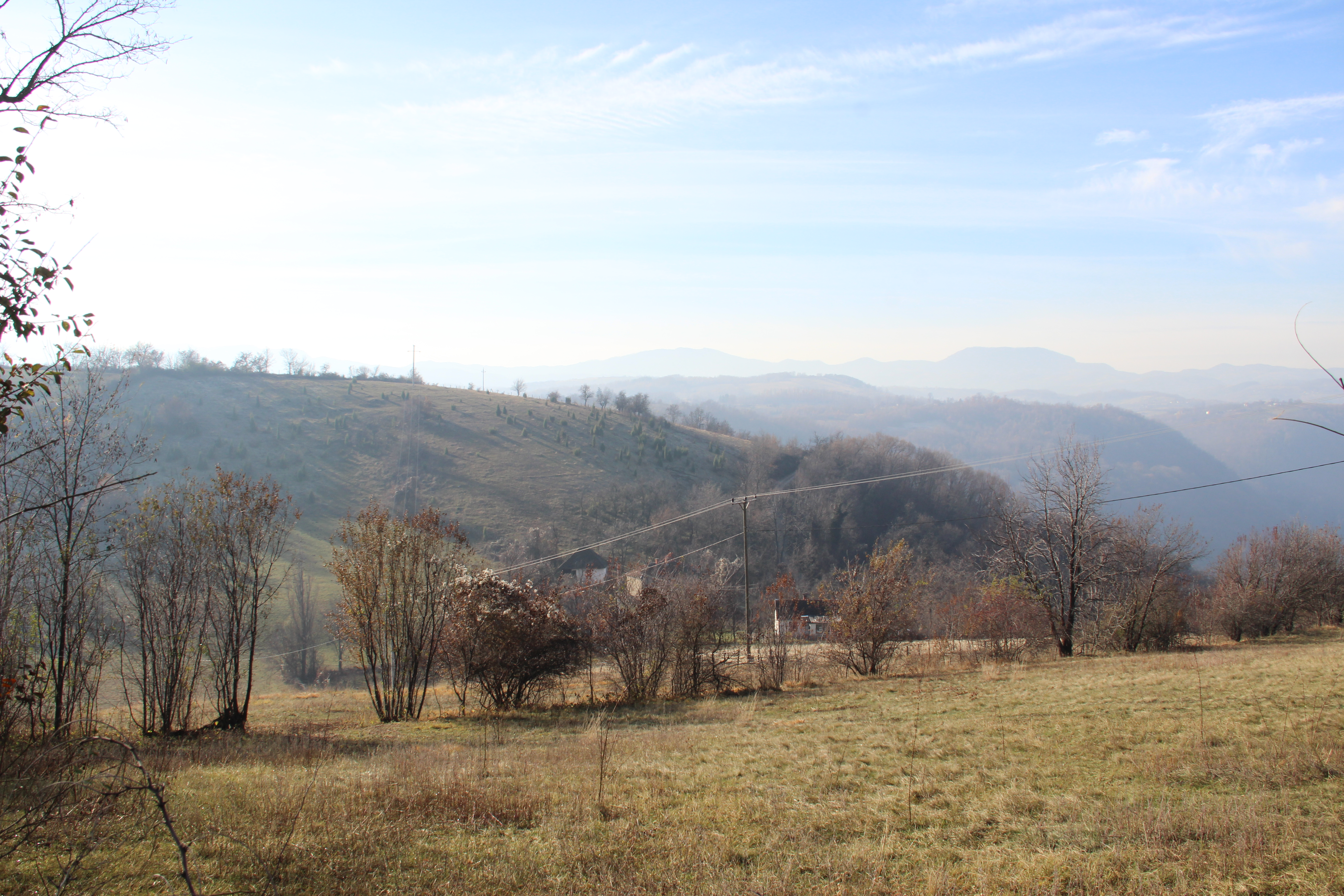
Sandalj - panorama
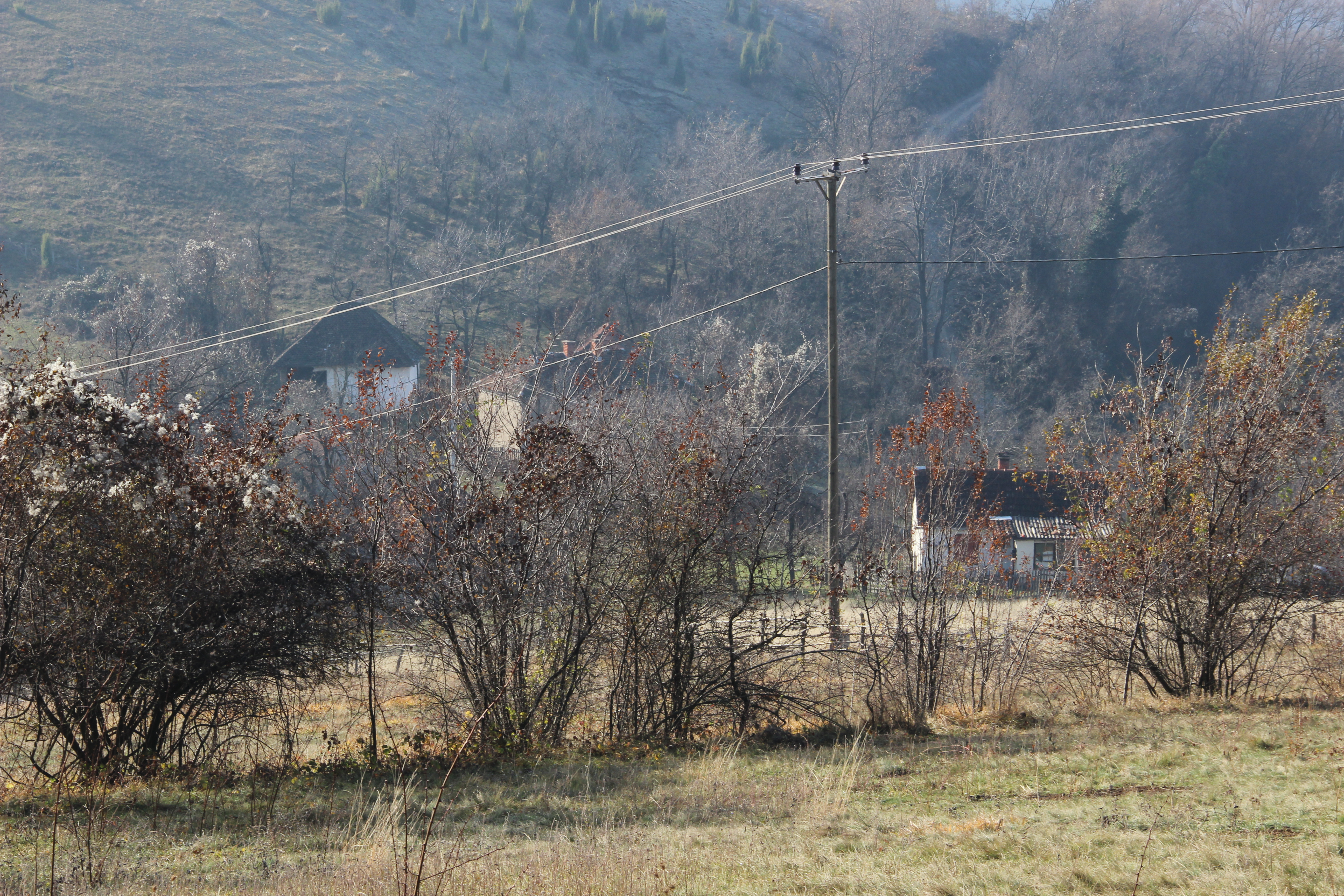
Sandalj - panorama
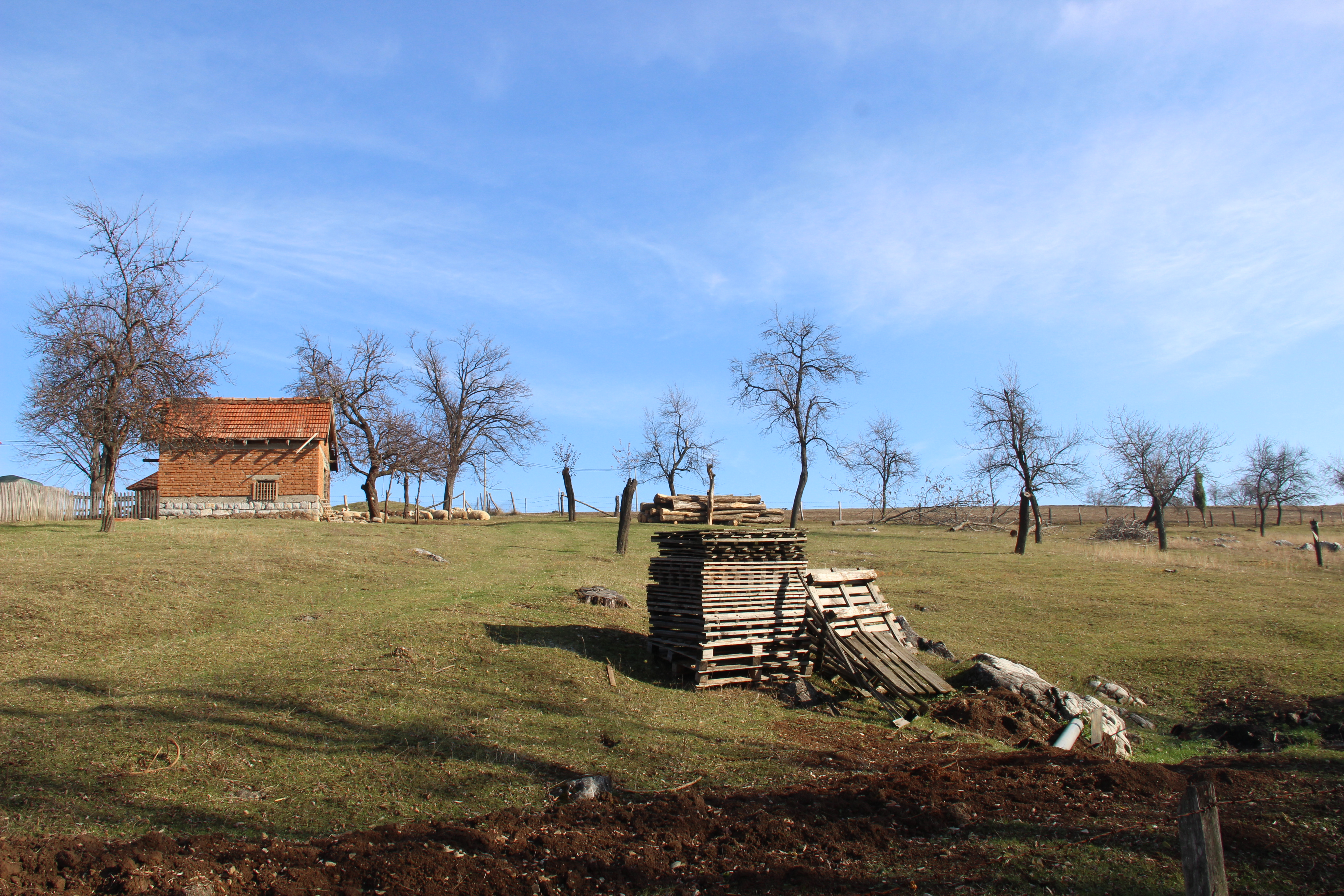
Sandalj - panorama
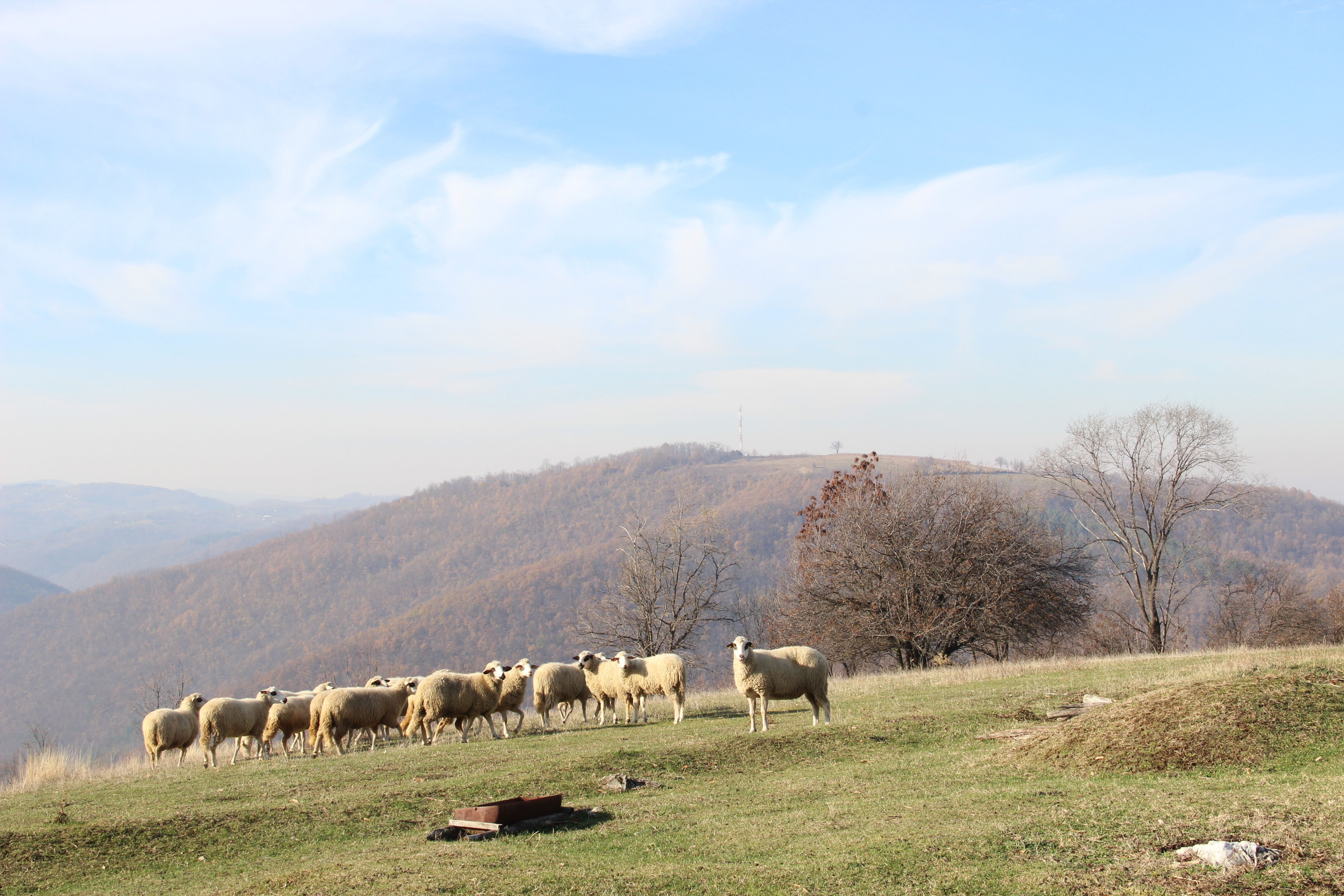
Sandalj - panorama
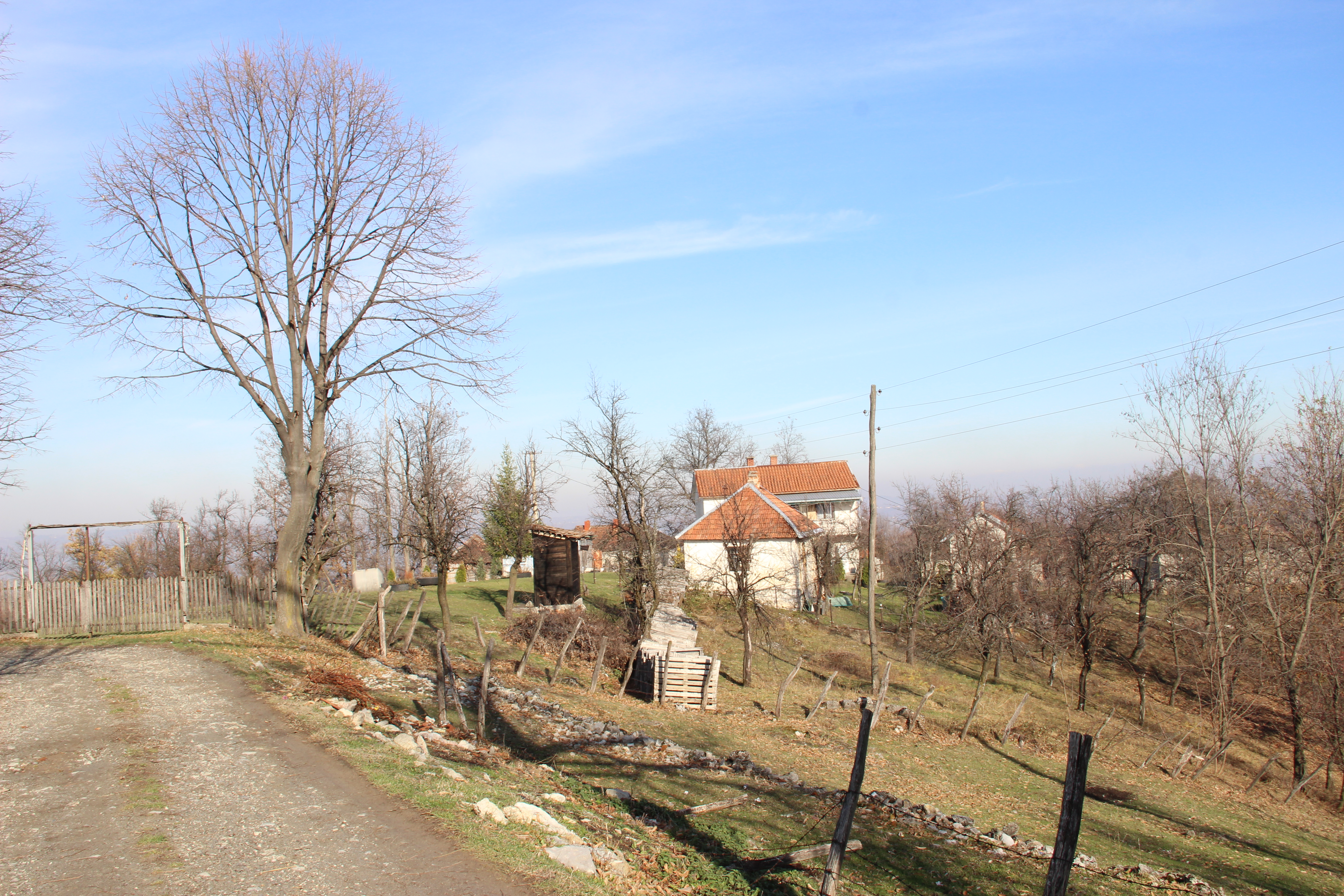
Sandalj - panorama

## Demografia
| 1948 | 1953 | 1961 | 1971 | 1981 | 1991 | 2002 | 2011 |
| ---- | ---- | ---- | ---- | ---- | ---- | ---- | ---- |
| 266  | 267  | 266  | 271  | 244  | 190  | 155  | 125  |